# Hispa brachycera
Hispa brachycera es una especie de insecto coleóptero de la familia Chrysomelidae, descrita en 1897 por Gestro.